# До-Аб (Рудсар)
До-Аб (перс. دواب) — село в Ірані, у дегестані Шуиїл, у бахші Рахімабад, шагрестані Рудсар остану Ґілян. За даними перепису 2006 року, його населення становило 13 осіб, що проживали у складі 5 сімей.

## Клімат
Середня річна температура становить 9,46 °C, середня максимальна – 24,96 °C, а середня мінімальна – -7,40 °C. Середня річна кількість опадів – 381 мм.
| Клімат поселення                              | Клімат поселення | Клімат поселення | Клімат поселення | Клімат поселення | Клімат поселення | Клімат поселення | Клімат поселення | Клімат поселення | Клімат поселення | Клімат поселення | Клімат поселення | Клімат поселення | Клімат поселення |
| Показник                                      | Січ.             | Лют.             | Бер.             | Квіт.            | Трав.            | Черв.            | Лип.             | Серп.            | Вер.             | Жовт.            | Лист.            | Груд.            |                  |
| Середній максимум, °C                         | 3,05             | 3,84             | 6,44             | 12,94            | 18,42            | 22,68            | 24,96            | 24,78            | 20,92            | 17,45            | 11,26            | 5,25             |                  |
| Середня температура, °C                       | −2,19            | −1,38            | 1,22             | 7,73             | 13,20            | 17,47            | 20,44            | 20,24            | 16,40            | 12,91            | 6,74             | 0,73             |                  |
| Середній мінімум, °C                          | −7,4             | −6,6             | −4               | 2,51             | 8,00             | 12,25            | 15,91            | 15,72            | 11,86            | 8,39             | 2,20             | −3,81            |                  |
| Норма опадів, мм                              | 35               | 38               | 60               | 47               | 38               | 13               | 11               | 9                | 13               | 33               | 40               | 44               |                  |
| Середньомісячна швидкість вітру, м/с          | 1.98             | 2.48             | 2.64             | 2.98             | 2.48             | 2.22             | 2.11             | 1.91             | 1.82             | 1.92             | 2.21             | 1.96             |                  |
| Середньомісячна сонячна радіація, кДж/м²·день | 7793             | 10252            | 12698            | 16761            | 20725            | 23502            | 23365            | 20714            | 17483            | 12714            | 9419             | 7441             |                  |
| --------------------------------------------- | ---------------- | ---------------- | ---------------- | ---------------- | ---------------- | ---------------- | ---------------- | ---------------- | ---------------- | ---------------- | ---------------- | ---------------- | ---------------- |
| Джерело:                                      |                  |                  |                  |                  |                  |                  |                  |                  |                  |                  |                  |                  |                  |